# Charles Armengaud
Pour les articles homonymes, voir Armengaud.
Charles François Armengaud est un ingénieur français, né le 27 juillet 1813 à Ostende (Belgique) et mort le 21 avril 1893 à Paris. Il est le frère cadet de Jacques Armengaud, également ingénieur. 

## Biographie
Fils d'Alexis Armengaud, officier du génie, et de Madeleine Sauvage, Charles Armengaud étudie à l'école des arts et métiers de Châlons (Marne), dont il sort premier de la promotion de 1833. Il travaille quelque temps dans une filature de Haguenau (Bas-Rhin), puis suit au Conservatoire des arts et métiers de Paris les cours de dessin technique de Leblanc.
Avec son frère aîné Jacques-Eugène, il fonde le premier cabinet d'ingénieur-conseil pour la protection des droits des inventeurs. Ensemble, ils publient, en 1839, L'industrie des chemins de fer, dont Jacques rédige le texte et Charles dessine les plans. L'ouvrage comprend une description des machines utilisées dans les chemins de fer en France, en Belgique et en Allemagne ; ces machines sont alors souvent importées d'Angleterre.
Seul ou en collaboration, Charles Armengaud publie plusieurs ouvrages de dessin technique, notamment : Cours de dessin linéaire appliqué aux machines en (1840) et Nouveau cours raisonné de dessin industriel en (1848). Il s'intéresse également aux brevets d'invention, auxquels il consacre plusieurs ouvrages : Guide de l'inventeur (1840) et Formulaire de l'ingénieur (1858), plusieurs fois réédités. 
De 1851 à 1871, Charles Armengaud dirige avec son frère Jacques-Eugène la revue mensuelle Le Génie industriel, qui se présentait comme la revue des inventions françaises et étrangères. Outre des informations sur les progrès des sciences et de l'industrie, la revue aborde les questions commerciales, la jurisprudence et la propriété industrielle. Regrettant le manque de soutien rencontré par ce genre de publication en France les frères Armengaud mettent fin à sa publication.
Charles Armengaud est chevalier de la Légion d'honneur. Il fut conseiller municipal de Neuilly.

## Famille
- Alexis Armengaud, marié à Madeleine Sauvage :
  - Jacques-Eugène Armengaud (1810-1891), marié à Léonie Cartier,
    - Charles Eugène Armengaud (1842-1897), chevalier de la Légion d'honneur

  - Charles François Armengaud (1813-1893), marié à Adèle Barbier,
    - Jules Alexis Marie Armengaud (1842-1921), polytechnicien, marié en 1870 à Berthe Marie Tessie du Motay, élu au conseil municipal de Paris en 1884[2],
      - Juliette Armengaud (née en 1872)
      - René Armengaud (né en 1874)

    - Lucie Claudine Armengaud, mariée en 1864 à Jean Baptiste Eugène Pierrard

## Décoration
- Chevalier de l'ordre de Saint-Stanislas (Russie impériale) en 1863
- Chevalier de la Légion d'honneur, le 31 mars 1886[3].

## Publications
- Cours de dessin linéaire appliqué au dessin des machines, Paris, Z. Mathias, 1840.
- Guide de l'inventeur dans les principaux États de l'Europe, Paris, 1840. Plusieurs éditions.
- L'Ouvrier mécanicien, guide de mécanique pratique, Paris, L. Mathias, 1843, 2e édition. Plusieurs éditions.